# Napoletana. Antologia cronologica della canzone partenopea - Nono volume (dal 1940 al 1950)
Napoletana. Antologia cronologica della canzone partenopea - Nono volume (dal 1940 al 1950) è un album 33 giri del cantante Roberto Murolo pubblicato nel 1965.

## Tracce

### Lato A
1. Dimme Addò Staie
2. Ciccio Formaggio
3. Simmo 'E Napule, Paisà
4. Tammurriata nera
5. Vint'Anne
6. Dove Sta' Zazà
7. Vierno

### Lato B
1. Munasterio 'e Santa Chiara
2. Serenatella A 'Na Cumpagna 'E Scola
3. 'O vascio
4. Scalinatella
5. Me So' 'Mbriacato 'E Sole
6. Desiderio
7. Surriento D' 'E Nnammurate